# Eugenia Ostapciuc
Eugenia Ostapciuc (ur. 19 października 1947 w m. Fîntînița w rejonie Drochia) – mołdawska polityk i technolog, działaczka komunistyczna, w latach 2001–2005 przewodnicząca Parlamentu Republiki Mołdawii.

## Życiorys
Ukończyła technikum handlowe w Kiszyniowie oraz instytut ekonomiczny w Moskwie. W latach 1966–1988 pracowała na różnych stanowiskach w branży spożywczej i spółdzielczej w miejscowości Soroki, pełniąc również funkcje dyrektorskie. W latach 1972–1979 była radną miejską. Od 1988 do 1995 kierowała departamentem handlu w administracji miejskiej.
Działaczka komunistyczna, członkini komitetu centralnego Partii Komunistów Republiki Mołdawii. W 1998 po raz pierwszy wybrana do Parlamentu Republiki Mołdawii. Uzyskiwała reelekcję w wyborach w 2001, 2005 oraz w obu wyborach w 2009. W latach 2001–2005 pełniła funkcję przewodniczącej parlamentu, w kolejnej kadencji została przewodniczącą frakcji komunistycznej. Mandat deputowanej wykonywała do 2010.
W 2007 odznaczona Orderem Republiki.